# 韩仁敦
韩仁敦（Daniel Trumbull Huntington，1868年8月4日—?）美国圣公会传教士，中国皖赣教区首任主教。
韩仁敦出生于美国诺威奇 (康涅狄格州)，就读于耶鲁大学，1896年按立。后前往中国传教，1906年在湖北宜昌设立男孤兒工業學校。1910年出任中国皖赣教区首任主教，驻扎安庆大二郎巷救主座堂。